# 宣武门内大街
39°54′05″N 116°22′05″E / 39.90143°N 116.36802°E
宣武门内大街是位于中国北京市西城区中部的一条大街。因位于北京内城宣武门内而得名。

## 简介
宣武门内大街北起西长安街上的西单路口，与西单北大街相衔接，南至宣武门旧址处，与宣武门西大街、宣武门东大街、宣武门外大街相接。明朝永乐十七年（1419年）扩建北京城，北京内城南城墙在元大都南城墙的基础上南移两千七百丈重建，向南移动至崇文门、正阳门、宣武门一线。宣武门初称“顺承门”。明朝正统四年改称“宣武门”，该街名遂改为“宣武门街”。清朝，该街曾称“宣武门里街”、“宣武街”。1965年，定名为“宣武门内大街”。